# يناير 2010
يناير 2010 هو الشهر الأول من عام 2010. بدأ الشهر يوم الجمعة، وانتهى يوم الأحد بعد 31 يومًا.

## بوابة:أحداث جارية
| \| 1 يناير 2010 (الجمعة) \| عدل \| تاريخ \| راقب \| تصفح \| |     |       |      |      |
| - زعيم المعارضين الإصلاحيين في إيران مير حسين موسوي يتعهد بالمضي قدمًا في طريق الإصلاح ويشدد على أنه لا يخشى الموت، ويؤكد أن بلاده تمر بأزمة خطيرة وأنها تحتاج إلى حزمة إصلاحات سياسية. (الجزيرة) - رئيس الوزراء البريطاني جوردون براون يقول أن اليمن أصبح حاضنة وملاذًا آمنًا للإرهاب، وأنه بذلك يشكل خطراً على الأمن والاستقرار الإقليمي والعالمي. (الجزيرة) - تفجير انتحاري في ملعب لكرة الطائرة في شمال غرب باكستان يؤدي إلى مقتل خمسة وسبعين شخصًا على الأقل وإصابة نحو سبعين آخرين. (بي بي سي) - البابا بينيدكتوس السادس عشر (في الصورة) يدعو في أول قداس يقيمه في السنة الجديدة إلى احترام الآخر مهما كان لونه أو جنسيته أو لغته أو دينه، ويعتبر أنه من الضروري نقل هذه القيم إلى الأبناء لتحقيق السلام في العالم. (بي بي سي) |     |       |      |      |
| 1 يناير 2010 (الجمعة) | عدل | تاريخ | راقب | تصفح |

| 1 يناير 2010 (الجمعة) | عدل | تاريخ | راقب | تصفح |

| \| 2 يناير 2010 (السبت) \| عدل \| تاريخ \| راقب \| تصفح \| |     |       |      |      |
| - متحدث باسم الحوثيين في اليمن يعلن الاستعداد للتفاوض مع الحكومة اليمنية إذا قامت بإيقاف العمليات العسكرية التي تشنها عليهم منذ شهور وذلك بعد دعوة وجهها الرئيس اليمني علي عبد الله صالح لإلقاء السلاح. (الجزيرة) - حزب المؤتمر الشعبي السوداني المعارض والذي يتزعمه حسن الترابي يرشح الجنوبي المسلم عبد الله دينق نيال لخوض الانتخابات الرئاسية السودانية. (الجزيرة) - البرلمان الأفغاني يرفض 17 مرشحاً من أصل 24 تقدم بهم الرئيس حامد قرضاي (في الصورة) لتشكيل الحكومة الجديدة. (بي بي سي) - محكمة دنماركية توجه الإتهام لشاب صومالي بمحاولة قتل أحد رسامي الرسوم الكاريكاتورية المسيئة للنبي محمد وأحد أفراد الشرطة، والشاب ينفي هذه الإتهامات. (بي بي سي) |     |       |      |      |
| 2 يناير 2010 (السبت) | عدل | تاريخ | راقب | تصفح |

| 2 يناير 2010 (السبت) | عدل | تاريخ | راقب | تصفح |

| \| 3 يناير 2010 (الأحد) \| عدل \| تاريخ \| راقب \| تصفح \| |     |       |      |      |
| - رئيس المكتب السياسي لحركة حماس خالد مشعل (في الصورة) يقول إن الحركة وصلت إلى المراحل النهائية لإنجاز جهود المصالحة مع حركة فتح. (بي بي سي) - إغلاق السفارتين الأمريكية والبريطانية في صنعاء بسبب تهديدات تنظيم القاعدة. (بي بي سي) - المحكمة العليا في بيرو تحكم بسجن الرئيس السابق ألبرتو فوجيموري 25 سنة بتهمة إصدار الأوامر لقوات الأمن لشن حملة اختطاف وقتل. (بي بي سي) - الرئيس المصري محمد حسني مبارك يجري تعديلاً محدوداً في حكومة أحمد نظيف دخل على إثره وزيران جديدان إلى الحكومة. (العربية) |     |       |      |      |
| 3 يناير 2010 (الأحد) | عدل | تاريخ | راقب | تصفح |

| 3 يناير 2010 (الأحد) | عدل | تاريخ | راقب | تصفح |

| \| 4 يناير 2010 (الإثنين) \| عدل \| تاريخ \| راقب \| تصفح \| |     |       |      |      |
| - الرئيس الفلسطيني محمود عباس يقول بعد لقائه الرئيس المصري محمد حسني مبارك إنه منفتح لمعاودة مفاوضات السلام مع إسرائيل شريطة إيقاف النشاطات الاستيطانية الإسرائيلية. (بي بي سي) - وزيرة الخارجية الأمريكية هيلاري كلينتون تقول إن الولايات المتحدة ستعيد فتح سفارتها في اليمن عندما تسمح الظروف الأمنية بذلك. (العربية) - حاكم إمارة دبي الشيخ محمد بن راشد آل مكتوم يفتتح أطول برج في العالم ويعلن تغيير اسمه من برج دبي إلى برج خليفة.-(سي إن إن) |     |       |      |      |
| 4 يناير 2010 (الإثنين) | عدل | تاريخ | راقب | تصفح |

| 4 يناير 2010 (الإثنين) | عدل | تاريخ | راقب | تصفح |

| \| 5 يناير 2010 (الثلاثاء) \| عدل \| تاريخ \| راقب \| تصفح \| |     |       |      |      |
| - الجيش اليمني يشن عملية عسكرية ضخمة لتعقب عناصر تنظيم القاعدة في محافظات شبوة والبيضاء وأبين يشارك فيها آلاف من القوات الخاصة وقوات مكافحة الإرهاب. (بي بي سي) - سفير جمهورية الصين الشعبية في الأمم المتحدة يقول إن بلاده غير مستعدة لتأييد فرض عقوبات جديدة على إيران ويقول إن القضية بحاجة لمزيد من الوقت والصبر. (رويترز) |     |       |      |      |
| 5 يناير 2010 (الثلاثاء) | عدل | تاريخ | راقب | تصفح |

| 5 يناير 2010 (الثلاثاء) | عدل | تاريخ | راقب | تصفح |

| \| 6 يناير 2010 (الأربعاء) \| عدل \| تاريخ \| راقب \| تصفح \| |     |       |      |      |
| - مصر تعلن مقتل جندي أصيب بعيار ناري من الجانب الفلسطيني إثر مظاهرات على الحدود في قطاع غزة. (بي بي سي) - وزارة الداخلية اليمنية تعلن إلقاء القبض على ثلاثة من عناصر تنظيم القاعدة. (العربية) - الرئيس الأمريكي باراك أوباما (في الصورة) يوجه انتقادات حادة للأجهزة الأمنية في بلاده على خلفية محاولة تفجير طائرة قادمة إلى الولايات المتحدة ويدعو إلى تصحيح الأخطاء. (الجزيرة) |     |       |      |      |
| 6 يناير 2010 (الأربعاء) | عدل | تاريخ | راقب | تصفح |

| 6 يناير 2010 (الأربعاء) | عدل | تاريخ | راقب | تصفح |

| \| 7 يناير 2010 (الخميس) \| عدل \| تاريخ \| راقب \| تصفح \| |     |       |      |      |
| - وزيرا خارجية العراق هوشيار زيباري (في الصورة) وإيران منوشهر متكي يقولان أن بلديهما يشرعان في محادثات لحل خلاف حدودي. (رويترز) - المبعوث الأمريكي للشرق الأوسط جورج ميتشل يقول أن مفاوضات السلام الإسرائيلية الفلسطينية يجب ألا تستغرق أكثر من عامين. (رويترز) - صدامات بين متظاهرين مسيحيين وقوات الشرطة في مدينة نجع حمادي في محافظة قنا بصعيد مصر وذلك إثر اعتداء مسلح تعرضت له الكنيسة القبطية في المدينة أدى لمقتل وإصابة عدد من المسيحيين ومسلم. (بي بي سي) - مسؤولون إسرائيليون يعلنون أن الحكومة الإسرائيلية قررت دفع تعويضات تبلغ عشرة ملايين دولار للأمم المتحدة للأضرار التي تسبب بها الجيش الإسرائيلي لمنشآت عائدة للمنظمة الدولية أثناء الحرب على غزة. (بي بي سي) - الإدعاء الأمريكي يوجه ستة اتهامات إلى النيجيري عمر الفاروق عبد المطلب المتهم بمحاولة تفجير طائرة ركاب مدنية فوق مدينة ديترويت.-(سي إن إن) |     |       |      |      |
| 7 يناير 2010 (الخميس) | عدل | تاريخ | راقب | تصفح |

| 7 يناير 2010 (الخميس) | عدل | تاريخ | راقب | تصفح |

| \| 8 يناير 2010 (الجمعة) \| عدل \| تاريخ \| راقب \| تصفح \| |     |       |      |      |
| - تجدد الاشتباكات بين المسلمين والمسيحيين في مدينة نجع حمادي بعد فترة هدوء سادتها صباحًا وذلك احتجاجًا على مقتل 6 مسيحيين وشرطي مسلم في هجوم بإطلاق الرصاص من سيارة مسرعة يوم الأربعاء. (العربية) - الرئيس الفرنسي نيكولا ساركوزي (في الصورة) يقول أن الوقت غير مناسب للتفكير في انسحاب القوات الأجنبية من أفغانستان. (رويترز) |     |       |      |      |
| 8 يناير 2010 (الجمعة) | عدل | تاريخ | راقب | تصفح |

| 8 يناير 2010 (الجمعة) | عدل | تاريخ | راقب | تصفح |

| \| 9 يناير 2010 (السبت) \| عدل \| تاريخ \| راقب \| تصفح \| |     |       |      |      |
| - المرشد الأعلى في إيران علي خامنئي (في الصورة) يأمر قوات الأمن يوم بإتخاذ إجراءات حازمة مع المحتجين المناوئين للحكومة. (رويترز) - وزيرة الخارجية الأمريكية هيلاري كلينتون تدعو إسرائيل والفلسطينيين إلى استئناف مفاوضات السلام من دون شروط مسبقة وتعبر عن تأييدها لتحقيق هدف الفلسطينيين في إقامة دولة بحدود 1967، وكبير المفاوضين الفلسطينين صائب عريقات يرد على دعوتها بقوله أن استئناف المفاوضات يتطلب الوقف الشامل للاستيطان. (العربية) - وزير الخارجية المصري أحمد أبو الغيط يعلن أن بلاده قررت منع أي قوافل مساعدات إنسانية لغزة من عبور أراضيها مهما يكن مصدرها أو نوعية القائمين عليها وإن الآلية الجديدة تقضي بتسليم المعونات للهلال الأحمر المصري بميناء العريش على أن تقوم السلطات بتسليمها إلى جمعية الهلال الأحمر الفلسطيني داخل قطاع غزة، ويتهم قافلة شريان الحياة التي نظمها النائب البريطاني جورج غالاوي بارتكاب جرائم. (العربية) - الرئيس الأفغاني حامد قرضاي يحيل قائمة معدلة بأسماء مرشحيه لشغل الحقائب الوزارية في حكومته الجديدة إلى البرلمان وذلك بعد أن رفض النواب الأفغان 17 مرشحاً من المرشحين الـ24 الذين وردت أسماؤهم في القائمة الأولى في الأسبوع الماضي. (بي بي سي) |     |       |      |      |
| 9 يناير 2010 (السبت) | عدل | تاريخ | راقب | تصفح |

| 9 يناير 2010 (السبت) | عدل | تاريخ | راقب | تصفح |

| \| 10 يناير 2010 (الأحد) \| عدل \| تاريخ \| راقب \| تصفح \| |     |       |      |      |
| - رئيس وزراء إسرائيل بنيامين نتنياهو (في الصورة) يتوعد برد فوري وقوي على أي هجوم صاروخي على إسرائيل بعد أيام من تزايد التوترات على طول الحدود مع قطاع غزة الذي تديره حركة حماس. (رويترز) - الرئيس اليمني علي عبد الله صالح يجدد دعوته إلى حوار وطني شامل يجمع السلطة والمعارضة والحوثيين وتنظيم القاعدة. (الجزيرة) - رئيس الوزراء العراقي الأسبق ورئيس القائمة العراقية الوطنية إياد علاوي يحذر من تداعيات شطب صالح المطلك وقيادات أخرى من الانتخابات البرلمانية المقبلة، ويقول إن انسحاب تحالف الحركة الوطنية العراقية من الانتخابات سابق لأوانه لكنه غير مستبعد. (الجزيرة) |     |       |      |      |
| 10 يناير 2010 (الأحد) | عدل | تاريخ | راقب | تصفح |

| 10 يناير 2010 (الأحد) | عدل | تاريخ | راقب | تصفح |

| \| 11 يناير 2010 (الإثنين) \| عدل \| تاريخ \| راقب \| تصفح \| |     |       |      |      |
| - رئيس المكتب السياسي لحركة حماس خالد مشعل يقول إن الحركة ستسلم ردها الواضح والنهائي حول صفقة تبادل الأسرى خلال أيام، بينما أعلن رئيس الوزراء الإسرائيلي بنيامين نتنياهو إن إسرائيل ترفض الإفراج عمن وصفهم بالسجناء الذي يعتبرون رموزاً للإرهاب.-(سي إن إن) - رئيس الوزراء التركي رجب طيب أردوغان (في الصورة) بعد استقباله لرئيس الوزراء اللبناني سعد الدين الحريري ينتقد إسرائيل بشدة لعدم إمتثالها لقرارات الأمم المتحدة واستمرار خرقها الأجواء اللبنانية وقصفها لقطاع غزة ويؤكد رفض التهديدات الأمريكية بضرب إيران في حال فشل المحاولات الدبلوماسية لحل أزمتها النووية. (الجزيرة) - الرئيس الأمريكي باراك أوباما ينفي نية إدارته إرسال قوات لليمن والصومال لمحاربة تنظيم القاعدة. (الجزيرة) |     |       |      |      |
| 11 يناير 2010 (الإثنين) | عدل | تاريخ | راقب | تصفح |

| 11 يناير 2010 (الإثنين) | عدل | تاريخ | راقب | تصفح |

| \| 12 يناير 2010 (الثلاثاء) \| عدل \| تاريخ \| راقب \| تصفح \| |     |       |      |      |
| - اغتيال العالم النووي الإيراني مسعود محمدي بإنفجار استهدف منزله، وإيران تتهم الولايات المتحدة وإسرائيل بالتورط بالحادث، ووزارة الخارجية الأمريكية تعتبر الإتهامات الإيرانية ليس لها معنى. (الجزيرة) - حزب المؤتمر الوطني الحاكم في السودان يرشح رسمياً الرئيس السوداني عمر البشير (في الصورة) لخوض الانتخابات الرئاسية المقررة في أبريل المقبل. (بي بي سي) - وزارة الخارجية التركية تستدعي السفير الإسرائيلي لديها احتجاجًا على المعاملة التي تلقاها سفيرها في إسرائيل لدى استدعائه إلى الخارجية الإسرائيلية، وكما أعلنت رفضها القاطع للاتهامات الإسرائيلية بأن المشاعر المعادية لليهود تتعزز باستمرار في تركيا. (بي بي سي) |     |       |      |      |
| 12 يناير 2010 (الثلاثاء) | عدل | تاريخ | راقب | تصفح |

| 12 يناير 2010 (الثلاثاء) | عدل | تاريخ | راقب | تصفح |

| \| 13 يناير 2010 (الأربعاء) \| عدل \| تاريخ \| راقب \| تصفح \| |     |       |      |      |
| - جامعة الدول العربية توافق على المشاركة في الإشراف على الانتخابات البرلمانية العراقية المقرر إجراؤها في 7 مارس. (العربية) - إسرائيل تبعث برسالة اعتذار رسمية إلى تركيا على ما تعرض له سفيرها بإسرائيل. (رويترز) - رئيس مجلس الشورى الإيراني علي لاريجاني (في الصورة) يقول إن بلاده تلقت معلومات قبل أيام تفيد بأن المخابرات الإسرائيلية والأمريكية تعتزم القيام بأعمال إرهابية في طهران، وتأتي هذه التصريحات على خلفية مقتل العالم النووي الإيراني مسعود محمدي. (الجزيرة) |     |       |      |      |
| 13 يناير 2010 (الأربعاء) | عدل | تاريخ | راقب | تصفح |

| 13 يناير 2010 (الأربعاء) | عدل | تاريخ | راقب | تصفح |

| \| 14 يناير 2010 (الخميس) \| عدل \| تاريخ \| راقب \| تصفح \| |     |       |      |      |
| - السفارة الإسرائيلية في عمّان تعلن عن إنفجار قنبلة قرب سيارتين تقلان دبلوماسيين إسرائيليين في الأردن ولم يصب أي منهم بأذى. (رويترز) - ثلاثة إنفجارات في النجف تؤدي إلى مقتل شخصين وإصابة العشرات. (رويترز) - محكمة عراقية تصدر حكماً بالإعدام على 11 عراقياً بتهمة تخطيط وتنفيذ تفجيرات بغداد التي حدثت في 19 أغسطس الماضي. (بي بي سي) - الحكومة اليمنية تحذر مواطنيها من مغبة إيواء عناصر تنظيم القاعدة في اليمن وتدعوهم إلى التعاون مع قوات الأمن والإبلاغ عنهم. (بي بي سي) |     |       |      |      |
| 14 يناير 2010 (الخميس) | عدل | تاريخ | راقب | تصفح |

| 14 يناير 2010 (الخميس) | عدل | تاريخ | راقب | تصفح |

| \| 15 يناير 2010 (الجمعة) \| عدل \| تاريخ \| راقب \| تصفح \| |     |       |      |      |
| - رئيس المكتب السياسي لحركة حماس خالد مشعل يدعو القيادة المصرية إلى وقف بناء الجدار الفولاذي على الحدود مع قطاع غزة، ويدعو الرئيس الفلسطيني محمود عباس إلى عقد اجتماع ثنائي بينهما لتحقيق المصالحة الفلسطينية. (رويترز) - الحركة الشعبية لتحرير السودان تختار ياسر عرمان بالإجماع لمنافسة الرئيس السوداني عمر البشير في انتخابات الرئاسة المقررة شهر في أبريل القادم. (بي بي سي) |     |       |      |      |
| 15 يناير 2010 (الجمعة) | عدل | تاريخ | راقب | تصفح |

| 15 يناير 2010 (الجمعة) | عدل | تاريخ | راقب | تصفح |

| \| 16 يناير 2010 (السبت) \| عدل \| تاريخ \| راقب \| تصفح \| |     |       |      |      |
| - جماعة الإخوان المسلمين تختار عضو مكتب الإرشاد فيها الدكتور محمد بديع مرشدًا عامًا ثامنًا لها خلفًا لمحمد مهدي عاكف (في الصورة) الذي انتهت ولايته الأسبوع الماضي. (بي بي سي) - الرئيس الأمريكي باراك أوباما يطلق إحدى أكبر عمليات الإنقاذ في تاريخ الولايات المتحدة وذلك لمساعدة الناجين من زلزال هايتي، ويكلف الرئيسين السابقين بيل كلينتون وجورج دبليو بوش بجمع المساعدات للضحايا. (بي بي سي) - إحالة المتهمين الثلاثة في هجوم نجع حمادي الذي أدى إلى مقتل ستة أقباط وشرطي مسلم إلى محكمة أمن الدولة. (بي بي سي) |     |       |      |      |
| 16 يناير 2010 (السبت) | عدل | تاريخ | راقب | تصفح |

| 16 يناير 2010 (السبت) | عدل | تاريخ | راقب | تصفح |

| \| 17 يناير 2010 (الأحد) \| عدل \| تاريخ \| راقب \| تصفح \| |     |       |      |      |
| - محكمة عراقية تحكم بإعدام علي حسن المجيد شنقاً بعد إدانته بتهمة إصدار أوامر باستخدام الغاز في بلدة حلبجة الكردية عام 1988 مما أسفر عن مقتل ما يقدر بنحو خمسة آلاف كردي، وهو رابع حكم بالإعدام يصدر بحقه. (بي بي سي) - إجراء الانتخابات الرئاسية في أوكرانيا، واستطلاعات رأي تشير إلى تصدر المعارض المقرب من روسيا فيكتور يانكوفيتش للدورة الأولى، بينما حلت رئيسة الوزراء يوليا تيموشينكو (في الصورة) ثانية، ويؤدي هذا إلى حصول دورة ثانية من الانتخابات. (بي بي سي) |     |       |      |      |
| 17 يناير 2010 (الأحد) | عدل | تاريخ | راقب | تصفح |

| 17 يناير 2010 (الأحد) | عدل | تاريخ | راقب | تصفح |

| \| 18 يناير 2010 (الإثنين) \| عدل \| تاريخ \| راقب \| تصفح \| |     |       |      |      |
| - مسؤولون فلسطينيون يحذرون من حدوث مزيد من الإنهيارات في محيط المسجد الأقصى بعد الإنهيار الذي حدث يوم الاثنين في الشارع الرئيسي جنوب المسجد. (رويترز) - الرئيس الأفغاني حامد قرضاي يقول أن الوضع الأمني في العاصمة كابول تحت السيطرة وذلك بعد سلسلة هجمات منسقة شنها مسلحون تابعون لحركة طالبان على قلب العاصمة. (بي بي سي) - الإفراج عن محمد علي آغا المتهم بمحاولة اغتيال البابا يوحنا بولس الثاني عام 1981 بعد أن قضى تسعة عشر عاماً في السجون الإيطالية بعد إطلاقه النار على بابا الفاتيكان، وعشر سنوات أخرى في تركيا بتهمة قتل رئيس تحرير إحدى الصحف. (بي بي سي) |     |       |      |      |
| 18 يناير 2010 (الإثنين) | عدل | تاريخ | راقب | تصفح |

| 18 يناير 2010 (الإثنين) | عدل | تاريخ | راقب | تصفح |

| \| 19 يناير 2010 (الثلاثاء) \| عدل \| تاريخ \| راقب \| تصفح \| |     |       |      |      |
| - الرئيس السوداني عمر البشير يقول أن السودان مستعد لقبول انفصال الجنوب في حال صوت سكان الجنوب لصالح الاستقلال في الاستفتاء المقرر إجراؤه السنة القادمة على الرغم من أن حزب المؤتمر الوطني الحاكم لا يريد إنفصال الجنوب. (بي بي سي) - القوات المسلحة الأمريكية تبدأ عملية إنزال مساعدات غذائية في هايتي لصالح الناجين من الزلزال بعدما كان ألغى هذه الخطوة سابقاً لأسباب أمنية. (بي بي سي) |     |       |      |      |
| 19 يناير 2010 (الثلاثاء) | عدل | تاريخ | راقب | تصفح |

| 19 يناير 2010 (الثلاثاء) | عدل | تاريخ | راقب | تصفح |

| \| 20 يناير 2010 (الأربعاء) \| عدل \| تاريخ \| راقب \| تصفح \| |     |       |      |      |
| - المجلس الثوري لحركة فتح يدعو إلى تصعيد المقاومة الشعبية وتوسيع رقعتها في الضفة الغربية وذلك لمواجهة الاستيطان والجدار العازل. (رويترز) - المبعوث الأمريكي للشرق الأوسط جورج ميتشل (في الصورة) يبحث مع الرئيس السوري بشار الأسد تنشيط مباحثات السلام بين إسرائيل وسوريا ويقول أن الولايات المتحدة تسعى لتحقيق سلام شامل في الشرق الأوسط يشمل اتفاقًا بين سوريا وإسرائيل وتطبيع العلاقات بينهما. (رويترز) - إيران تخبر الوكالة الدولية للطاقة الذرية رفضها لشروط الدول الكبرى بهدف تخفيف المخاوف الدولية الناجمة عن برنامجها النووي. (بي بي سي) - هزة أرضية ارتدادية قوية تضرب هايتي بقوة 6.1 على مقياس ريختر تثير هلعًا في أوساط السكان الذين هرعوا إلى الشوارع، وذلك بعد ثمانية أيام من الزلزال الذي قتل عشرات الآلاف وخلف دماراً واسعاً في البلاد. (بي بي سي) |     |       |      |      |
| 20 يناير 2010 (الأربعاء) | عدل | تاريخ | راقب | تصفح |

| 20 يناير 2010 (الأربعاء) | عدل | تاريخ | راقب | تصفح |

| \| 21 يناير 2010 (الخميس) \| عدل \| تاريخ \| راقب \| تصفح \| |     |       |      |      |
| - وزيرة الخارجية الأمريكية هيلاري كلينتون تقول إن القوى الكبرى متحدة في العمل تجاه الضغط على إيران بشأن برنامجها النووي رغم الكثير من الدلائل على أن الصين تمانع في فرض المزيد من العقوبات. (رويترز) - وزير خارجية المملكة المتحدة الأسبق جاك سترو (في الصورة) يقول أمام اللجنة العامة للتحقيق حول غزو العراق إنه يأسف وبشدة لسقوط قتلى في العراق ويدافع عن قرار بلاده خوض الحرب. (رويترز) - مسؤولون إيرانيون وروس يعلنون إنه سيتم تشغيل أول محطة توليد كهرباء تعمل بالطاقة النووية في إيران في منتصف عام 2011. (بي بي سي) |     |       |      |      |
| 21 يناير 2010 (الخميس) | عدل | تاريخ | راقب | تصفح |

| 21 يناير 2010 (الخميس) | عدل | تاريخ | راقب | تصفح |

| \| 22 يناير 2010 (الجمعة) \| عدل \| تاريخ \| راقب \| تصفح \| |     |       |      |      |
| - قالت الأمم المتحدة إن حكومة هايتي قد أعلنت أن مرحلة البحث عن ناجين من الزلزال الذي ضرب الجزيرة في وقت سابق من الشهر الجاري وجهود الإنقاذ قد انتهت. [{{{2}}} (بي بي سي)] - بريطانيا ترفع حالة التأهب الأمني ضد الهجمات الإرهابية من مستوى كبير إلى مستوى خطير وهو المستوى ما قبل الأخير، ووزير الداخلية البريطاني ألان جونسون يقول أن رفع مستوى التأهب الأمني يعني أن وقوع هجوم إرهابي محتمل جدًا إلا إنه لا توجد معلومات استخبارية عن احتمال شن هجوم وشيك. (بي بي سي) - نائب الرئيس الأمريكي جو بايدن (في الصورة) يصل إلى العراق لمحاولة التوسط في نزاع بسبب قرار منع مرشحين من خوض الانتخابات القادمة للاشتباه في وجود صلات لهم بحزب البعث المحظور. (رويترز) - الولايات المتحدة تبلغ المسؤولين الفلسطينيين على لسان مبعوثها إلى الشرق الأوسط جورج ميتشل بأنه يتعين عليهم استئناف المحادثات مع الإسرائيليين إذا أرادوا مساعدتها للتوصل إلى معاهدة سلام لإنهاء الاحتلال الإسرائيلي واقامة دولة فلسطينية مستقلة. (رويترز) - الحوثيون يعلنون أن زعيمهم عبد الملك الحوثي بصحة جيدة وذلك في شريط مصور نشرته الجماعة الحوثية بموقعها على الإنترنت وذلك رداً على الأخبار التي أذاعتها السلطات اليمنية حول إصابته بإصابه خطيرة. (الجزيرة) |     |       |      |      |
| 22 يناير 2010 (الجمعة) | عدل | تاريخ | راقب | تصفح |

| 22 يناير 2010 (الجمعة) | عدل | تاريخ | راقب | تصفح |

| \| 23 يناير 2010 (السبت) \| عدل \| تاريخ \| راقب \| تصفح \| |     |       |      |      |
| - رئيس المكتب السياسي لحركة حماس خالد مشعل يقول أن الجندي الإسرائيلي المخطوف جلعاد شاليط لن يعود إلى بيته حتى تطلق إسرائيل سراح المعتقلين الفلسطينيين ويحمل الحكومة الإسرائيلية مسؤولية تعطيل صفقة التبادل.-(سي إن إن) - وزارة الخارجية الباكستانية تعلن إنها تتواصل مع حركة طالبان الأفغانية على جميع المستويات في محاولة لتشجيع المصالحة في أفغانستان. (رويترز) |     |       |      |      |
| 23 يناير 2010 (السبت) | عدل | تاريخ | راقب | تصفح |

| 23 يناير 2010 (السبت) | عدل | تاريخ | راقب | تصفح |

| \| 24 يناير 2010 (الأحد) \| عدل \| تاريخ \| راقب \| تصفح \| |     |       |      |      |
| - زعيم تنظيم القاعدة أسامة بن لادن (في الصورة) يتبنى في شريط صوتي محاولة تفجير الطائرة الأمريكية في ديترويت يوم عيد الميلاد في 25 ديسمبر الماضي ويحذر الولايات المتحدة من المزيد من الهجمات في حال استمرت بدعمها لإسرائيل. (بي بي سي) - رئيس الوزراء الإسرائيلي بنيامين نتنياهو يتعهد باحتفاظ إسرائيل بأجزاء من الضفة الغربية للأبد وذلك بعد أن غرس أشجارًا في كتلة استيطانية للتأكيد على إدعاء راسخ في سياسة الحكومة الإسرائيلية بشأن الأرض. (رويترز) - الرئيس المصري محمد حسني مبارك قي كلمته بمناسبة عيد الشرطة يتهم قوى عربية وإقليمية بشن حملات على بلاده وعلى دورها في رعاية عملية السلام في الشرق الأوسط، ويقول إنه لن يتهاون فيما يتعلق بأمن مصر القومي. (العربية) |     |       |      |      |
| 24 يناير 2010 (الأحد) | عدل | تاريخ | راقب | تصفح |

| 24 يناير 2010 (الأحد) | عدل | تاريخ | راقب | تصفح |

| \| 25 يناير 2010 (الإثنين) \| عدل \| تاريخ \| راقب \| تصفح \| |     |       |      |      |
| - سقوط طائرة ركاب إثيوبية في البحر الأبيض المتوسط قباله السواحل اللبنانية وذلك بعد وقت قصير من إقلاعها من مطار رفيق الحريري الدولي في بيروت برحلتها المتجهه إلى أديس أبابا. (بي بي سي) - تنفيذ حكم الإعدام بعلي حسن المجيد الملقب بعلي الكيماوي الذي شغل منصب وزير الدفاع في عهد ابن عمه الرئيس العراقي السابق صدام حسين وذلك بعد إدانته بإرتكاب جرائم قتل وإبادة جماعية. (بي بي سي) - زعيم الحوثيين عبد الملك الحوثي يعلن في شريط صوتي بثة موقع الجماعة وقف إطلاق النار مع السعودية والانسحاب من كامل أراضيها. (العربية) - المعارض الإيراني مهدي كروبي (في الصورة) يعترف بالرئيس الإيراني محمود أحمدي نجاد رئيسًا للبلاد على الرغم من اقتناعه بأن الانتخابات الرئاسية الماضية شهدت تلاعبًا. (الجزيرة) |     |       |      |      |
| 25 يناير 2010 (الإثنين) | عدل | تاريخ | راقب | تصفح |

| 25 يناير 2010 (الإثنين) | عدل | تاريخ | راقب | تصفح |

| \| 26 يناير 2010 (الثلاثاء) \| عدل \| تاريخ \| راقب \| تصفح \| |     |       |      |      |
| - وزير الدفاع اللبناني إلياس المرّ (في الصورة) يرجح بأن الطقس العاصف هو سبب سقوط الطائرة الإثيوبية وتحطمها في البحر. (بي بي سي) - لجنة برلمانية فرنسية توصي بفرض حظر جزئي على ارتداء النقاب في البلاد، على أن يشمل الحظر الأماكن العامة مثل المستشفيات والمدارس والمكاتب الحكومية ووسائل المواصلات والنقل العمومية. (بي بي سي) - المحكمة الجزائية الكبرى في البحرين تحكم بالسجن خمس سنوات بحق متهمين أدانتهما بمحاولة تفجير قاعدة عسكرية أمريكية بمنطقة الجفير شرق العاصمة المنامة. (الجزيرة) |     |       |      |      |
| 26 يناير 2010 (الثلاثاء) | عدل | تاريخ | راقب | تصفح |

| 26 يناير 2010 (الثلاثاء) | عدل | تاريخ | راقب | تصفح |

| \| 27 يناير 2010 (الأربعاء) \| عدل \| تاريخ \| راقب \| تصفح \| |     |       |      |      |
| - افتتاح المؤتمر الدولي لدعم اليمن في حربه ضد تنظيم القاعدة الذي دعى إليه رئيس الوزراء البريطاني جوردون براون في لندن، واليمن يتعهد بإجراء إصلاحات اقتصادية وسياسية فورية لتسهيل مكافحة القاعدة. (بي بي سي) - حركة طالبان تنتقد خطة الحكومة الأفغانية التي تهدف لإقناع المقاتلين بإلقاء السلاح مقابل المال وتصفها بأنها خدعة وتقول أن الحل الوحيد للحرب هو انسحاب القوات الأجنبية. (رويترز) - الإعلان في سريلانكا عن فوز الرئيس المنتهية ولايته ماهيندا راجاباكسا بولاية ثانية بعد حصولة على 57.9% من الأصوات وذلك حسب رئيس اللجنة الانتخابية مقابل 40.1% لمنافسه قائد الجيش الأسبق ساراث فونسيكا الذي أعلن رفضه النتيجة وقال أنه سيسعى لإبطالها بالوسائل القانونية. (الجزيرة) |     |       |      |      |
| 27 يناير 2010 (الأربعاء) | عدل | تاريخ | راقب | تصفح |

| 27 يناير 2010 (الأربعاء) | عدل | تاريخ | راقب | تصفح |

| \| 28 يناير 2010 (الخميس) \| عدل \| تاريخ \| راقب \| تصفح \| |     |       |      |      |
| - الرئيس الأمريكي باراك أوباما يقول أن بلاده لن تحيد أبدًا عن دعم أمن إسرائيل لكنها ينبغي أن تنتبه أيضًا لمحنة الشعب الفلسطيني. (رويترز) - رئيس الوزراء اليمني علي محمد مجور يقول أن تنظيم القاعدة يستغل المشاكل في اليمن مثل الفقر والانقسامات السياسية لكن العالم أبدى التزامًا بالتصدي لهذه المشاكل من خلال تقديم الدعم الاقتصادي الذي سيساعد على حلها. (رويترز) - كوريا الشمالية تطلق ولليوم الثاني على التوالي قذائف مدفعية باتجاه البحر في ممرات مائية متنازع عليها قريبة من الحدود مع كوريا الجنوبية ولأنها حسب قولها تجري تدريبات ومناورات عسكرية، إلا أن كوريا الجنوبية إعتبرت العمل استفزازاً خطيراً وقامت بالرد على مصادر النيران بإطلاق قذائف تحذيرية. (بي بي سي) - الإعلان عن العثور على الصندوق الأسود للطائرة الإثيوبية تحت سطح البحر بعمق 1،3 كم على بعد 10 كم من العاصمة اللبنانية بيروت. (بي بي سي) - القضاء الفرنسي يحكم ببراءة رئيس الوزراء السابق دومينيك دو فيلبان (في الصورة) من تهمة محاولة تشويه سمعة الرئيس الحالي نيكولا ساركوزي قبل خمس سنوات حينما كانا يتنافسان على خلافة الرئيس السابق جاك شيراك. (بي بي سي) |     |       |      |      |
| 28 يناير 2010 (الخميس) | عدل | تاريخ | راقب | تصفح |

| 28 يناير 2010 (الخميس) | عدل | تاريخ | راقب | تصفح |

| \| 29 يناير 2010 (الجمعة) \| عدل \| تاريخ \| راقب \| تصفح \| |     |       |      |      |
| - شرطة دبي تعلن التعرف على المشتبه بتنفيذهم عملية اغتيال محمود المبحوح أحد كبار قادة الجناح العسكري في حركة حماس وتقول إن معظمهم يحملون جوازات سفر أوروبية. (بي بي سي) - مجلس الشيوخ الأمريكي يؤيد مشروع قانون يأذن للرئيس باراك أوباما بتشديد العقوبات على إيران. (بي بي سي) |     |       |      |      |
| 29 يناير 2010 (الجمعة) | عدل | تاريخ | راقب | تصفح |

| 29 يناير 2010 (الجمعة) | عدل | تاريخ | راقب | تصفح |

| \| 30 يناير 2010 (السبت) \| عدل \| تاريخ \| راقب \| تصفح \| |     |       |      |      |
| - زعيم الحوثيين عبد الملك الحوثي يعلن في تسجيل صوتي قبوله بالشروط الخمسة التي وضعتها الحكومة اليمنية لوقف الحرب مع اشتراطه وقف العدوان. (العربية) - مفوضية الانتخابات السودانية تعلن قبول عشرة طلبات ترشيح للانتخابات الرئاسية القادمة من بينها ترشيح الرئيس عمر البشير وترفض ثلاثة طلبات أخرى. (العربية) |     |       |      |      |
| 30 يناير 2010 (السبت) | عدل | تاريخ | راقب | تصفح |

| 30 يناير 2010 (السبت) | عدل | تاريخ | راقب | تصفح |

| \| 31 يناير 2010 (الأحد) \| عدل \| تاريخ \| راقب \| تصفح \| |     |       |      |      |
| - باكستان تعلن عن مقتل زعيم حركة طالبان باكستان حكيم الله محسود نتيجة إصابته بغارة أمريكية، والحركة تنفي وتؤكد إنه حي وسليم. (العربية) - الحكومة اليمنية تعلن استعدادها لوقف العمليات العسكرية ضد الحوثيين إذا إلتزموا تطبيق شروطها الستة بما فيها عدم الإعتداء على السعودية. (بي بي سي) - المنتخب المصري يفوز بكأس الأمم الأفريقية للمرة الثالثة على التوالي والسابعة في تاريخه بعد تغلبه على المنتخب الغاني بهدف لصفر. (بي بي سي) |     |       |      |      |
| 31 يناير 2010 (الأحد) | عدل | تاريخ | راقب | تصفح |

| 31 يناير 2010 (الأحد) | عدل | تاريخ | راقب | تصفح |